# Берони
Беро́ни (лат. Beroni; ісп. Berones) — кельтське плем'я на Піренейському півострові в IV — І століттях до н. е. Мешкали на північному сході півострова, в Беро́нії (лат. Beronia), в середній течії річки Ебро, в межиріччі Тирона і Альхами (сучасна Іспанія, Ла-Ріоха, південь Наварри і Алави). Були сусідами кельтоіберів. Походили від кельтів Галлії, звідки переселилися у IV столітті до н. е.. Займалися відгонним скортарством. Головним містом була Варія (Варея), поблизу сучасного іспанського міста Логроньо. Контролювали поселення Лібія, Трітій-Мегалій, Білібій й Контребія-Левкаде. У ІІІ—ІІ століттях до н. е. були незалежними від кельтоіберської конфедерації. Воювали із васконами. На початку ІІ століття до н. е. виступили союзниками кельтоіберів, 186 року до н. е. розбиті римлянами в битві при Калагуррісі. У І столітті служили в римській допоміжній кавалерії в Італії. Разом із іншими іспанськими племенами брали участь в Союзницькій війні (90—88 до н. е.). Зникли внаслідок романізації Піренейського півострова.

## Міста
- Білібій (лат. Bilibium, сучасне Аро)
- Варія (лат. Varia), або Варея (лат. Vareia, поблизу сучасного іспанського міста Логроньо).
- Лібія (лат. Libia, сучасне Еррамельюрі або Лейва)
- Контребія-Левкаде (лат. Contrebia Leukade, сучасне Агілар-дель-Ріо-Алама)
- Трітій-Мегалій (лат. Tritium Megallum, сучасне Трісіо)

## Галерея

Іспанія (200 до н.е.)
Берони
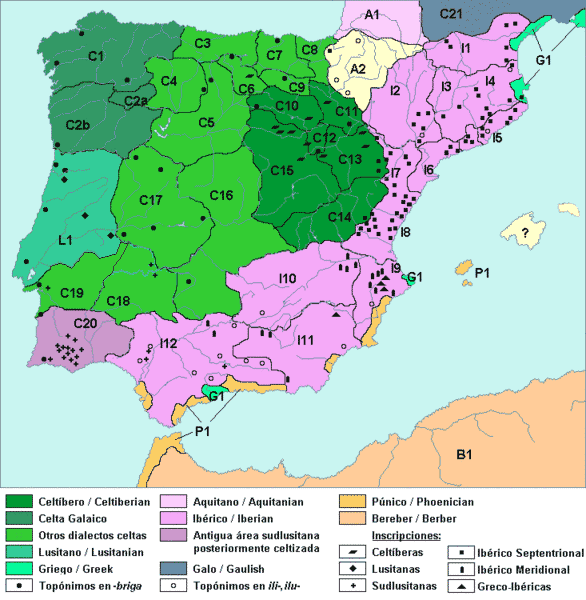
C9. Берони